# Самора, Хесус Мария
Хесус Мария Самора Ансорена (исп. Jesús María Zamora Ansorena род. 1 января 1955, Рентериа, Страна Басков) — испанский футболист, игрок сборной Испании.

## Карьера
Замора родился в Рентерии, штат Гипускоа, и всю свою профессиональную карьеру провёл в местном клубе «Реал Сосьедад». После сезона 1974/75 (9 матчей) он провёл ещё 446 матчей в Ла Лиге в течение следующих 14 лет, став важной фигурой наряду с тезкой Хесусом Марией Сатрустеги.
Звездный час игрока наступил в последней игре (и буквально на последней секунде) сезона 1980/81, когда он забил решающий гол в ворота «Спортинг де Хихон», подарив баскам очко, необходимое для завоевания титула чемпиона за счёт «Реала», игроки которого уже праздновали победу над «Реал Вальядолид» 3:1 в гостях, но о подвиге Заморы узнали только по радио. В следующем сезоне он забил три мяча в 31 матче, когда «Сосьедад» возобновил своё превосходство в чемпионате.
После ухода на пенсию в 1989 году Замора работал со своим единственным клубом в нескольких должностях. С 2002 по 2004 год он был помощником Рейнальда Денуэкса и на второй год работы помог команде занять второе место. Однако после того, как в конце 2006 года другой легендарный партнер по команде, Хосе Мари Бакеро, был освобождён им от обязанностей генерального менеджера, сезон закончился выбыванием, первым за 40 лет, и Замора тоже ушёл в отставку.
21 декабря 1978 года дебютировал в сборной Испании в товарищеском матче против Италии. Он принимал участие в финальных матчах чемпионатов Европы 1980 и мира 1982 годов. 5 июля 1982 года сыграл свой последний матч за сборную против Англии, который завершился ничьей 0:0, это также был последний матч одноклубника Сатрастеги. Всего Замора сыграл 30 матчей за сборную Испании и забил три гола.